# Rupt-sur-Moselle
Pour les articles homonymes, voir Rupt (homonymie) et Moselle.
Rupt-sur-Moselle [ʁy syʁ mɔzɛl]  est une commune française de moyenne montagne située dans le département des Vosges, en région Grand Est. Souvent, elle est appelée simplement Rupt. Elle est située dans le massif des Vosges entre 430 et 900 m d'altitude.
Ses habitants sont appelés les Ruppéens .

## Géographie

### Localisation
La commune de Rupt-sur-Moselle est située dans la vallée de la Haute Moselle (massif des Vosges), elle est bordée au sud par le département de la Haute-Saône (Vosges saônoises) de la région Bourgogne-Franche-Comté.
Pour les communes moyennes les plus proches, Rupt est distante de 13 km de Remiremont, 23 km de Gérardmer, 30 km d’Épinal, 30 km de Lure, 35 km de Belfort et 50 km de Vesoul.
Les grandes villes françaises les plus proches sont Mulhouse (53 km), Besançon (88 km), Nancy (95 km), Strasbourg (105 km), Dijon (138 km) et Metz (140 km).
Rupt-sur-Moselle fait partie de la région naturelle des Hautes-Vosges Lorraines dans la CC des Ballon des Hautes-Vosges. C'est un terroir marqué par un climat tempéré humide ou les influences océanique, continentale et montagnardes se croisent, des sols à dominante sableuse, un relief accidenté composé en majorité d'une végétation de type hêtraie-sapinière.

### Géologie et relief
Le village est entièrement situé dans l'étage montagnard à proprement parler, reconnaissable par l'altitude croissante des crêtes oscillant au-delà de 800 mètres et son fond de vallée à plus de 400 m. Les pentes forestières sont principalement constituées de résineux et d'essences montagnardes (sapins, épicéas, hêtres, etc.) adaptées au climat.
Ses 45,55 km2 s’étendent le long de la vallée glaciaire de la Haute-Moselle, qui prend sa source une vingtaine de kilomètres en amont à Bussang. La commune est située au sud-ouest du massif des Vosges et est encadrée par des montagnes d’altitude moyenne (800 à 900 m). Le sommet de Bélué (868 m), coiffé d'une chaume, est le point culminant le plus connu de la commune avec sa vue dégagée sur le sud de la Haute vallée de la Moselle ainsi que des Hautes-Vosges. Mais le véritable point culminant se trouve plus loin dans le massif, sur la crête de la Charme, un petit plateau rocheux (le Haut des Huttes ou le Groffer) à proximité des Fraiteux, où il atteint tout juste les 900 mètres. Le Bélué lui est situé à l'est du village, dont le centre et l’église se trouvent directement à son pied.

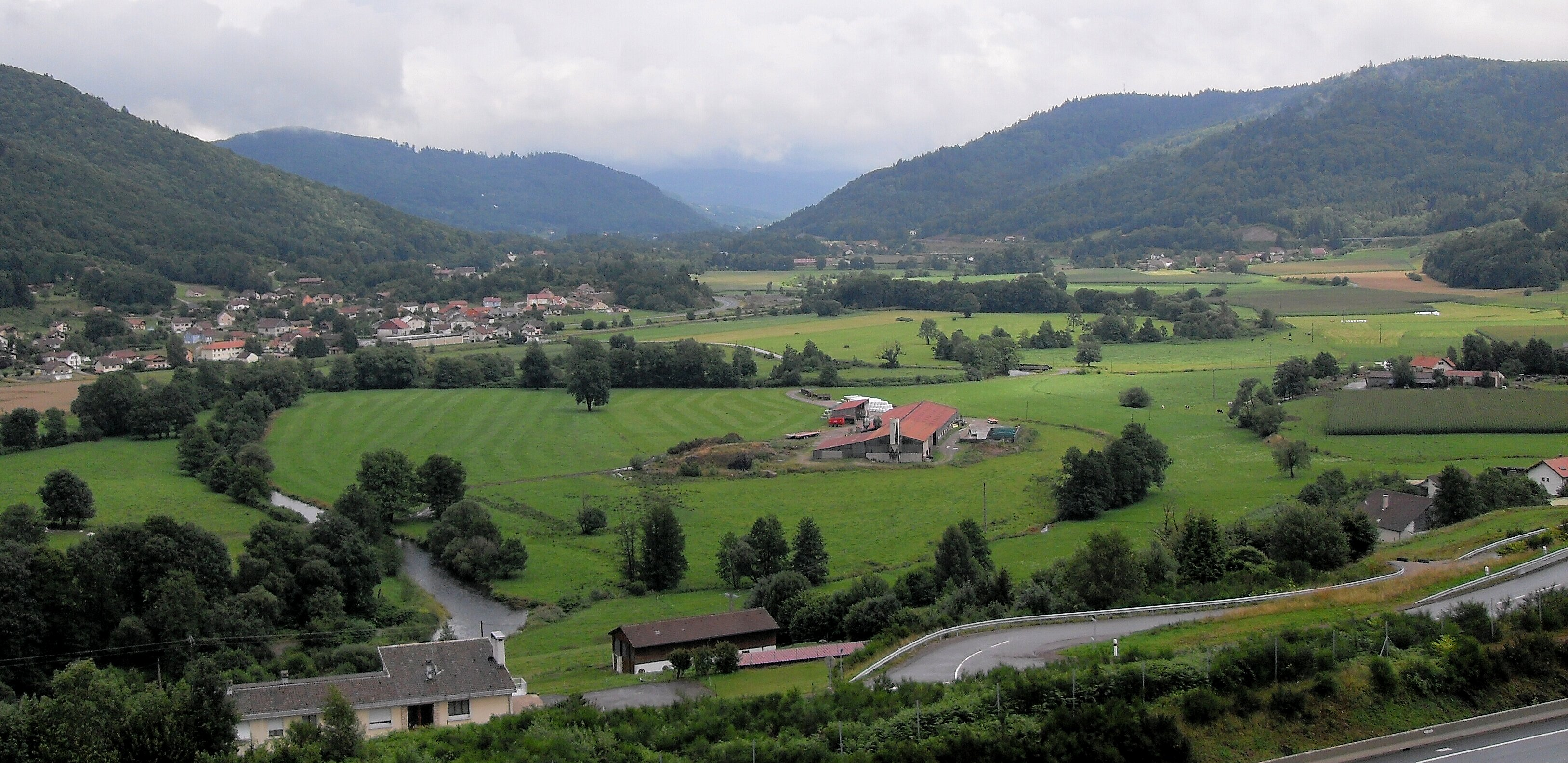
La vallée de la Haute-Moselle et le hameau du Chêne.
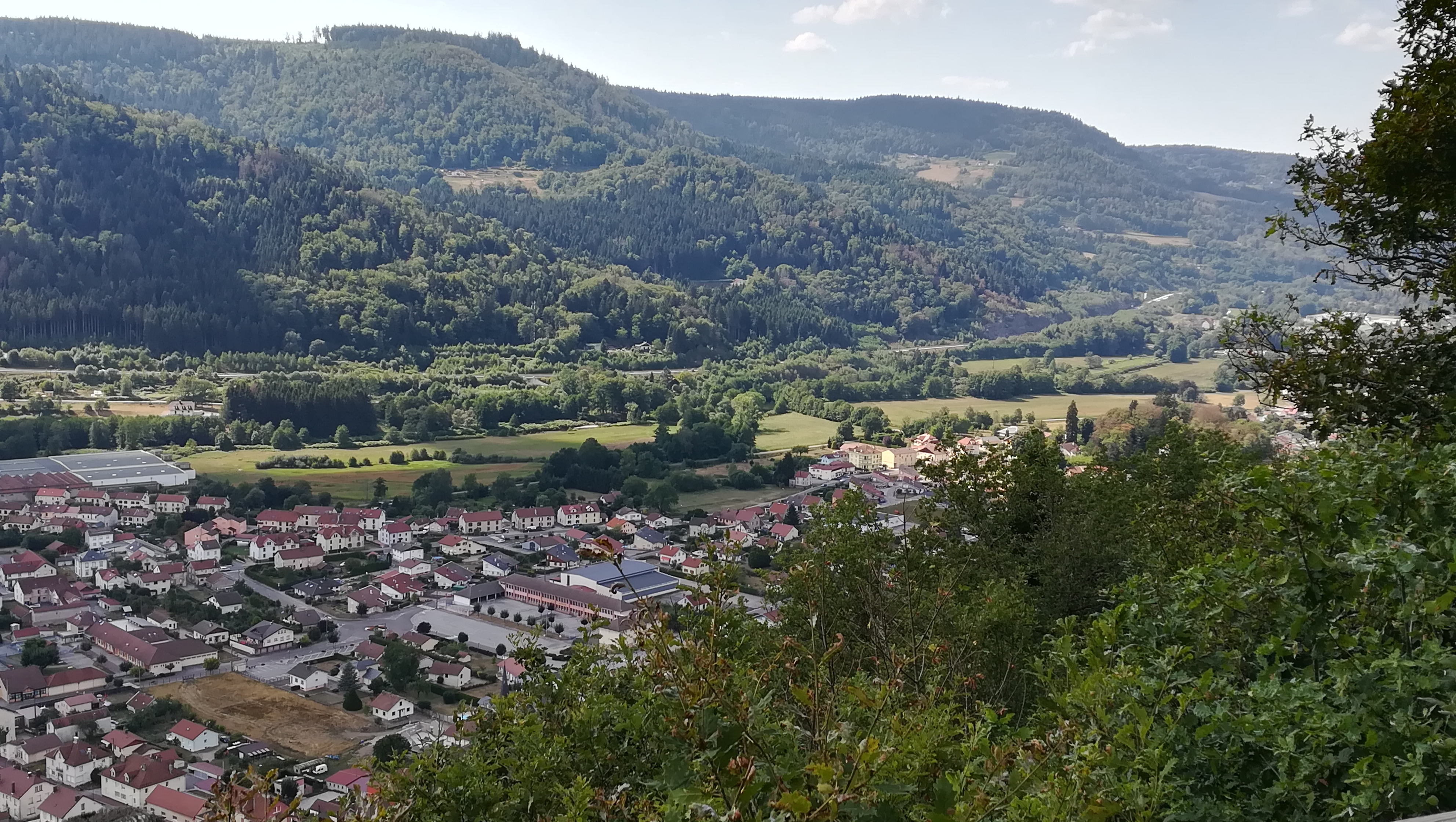
Vue sur le village et la crête du Bambois.
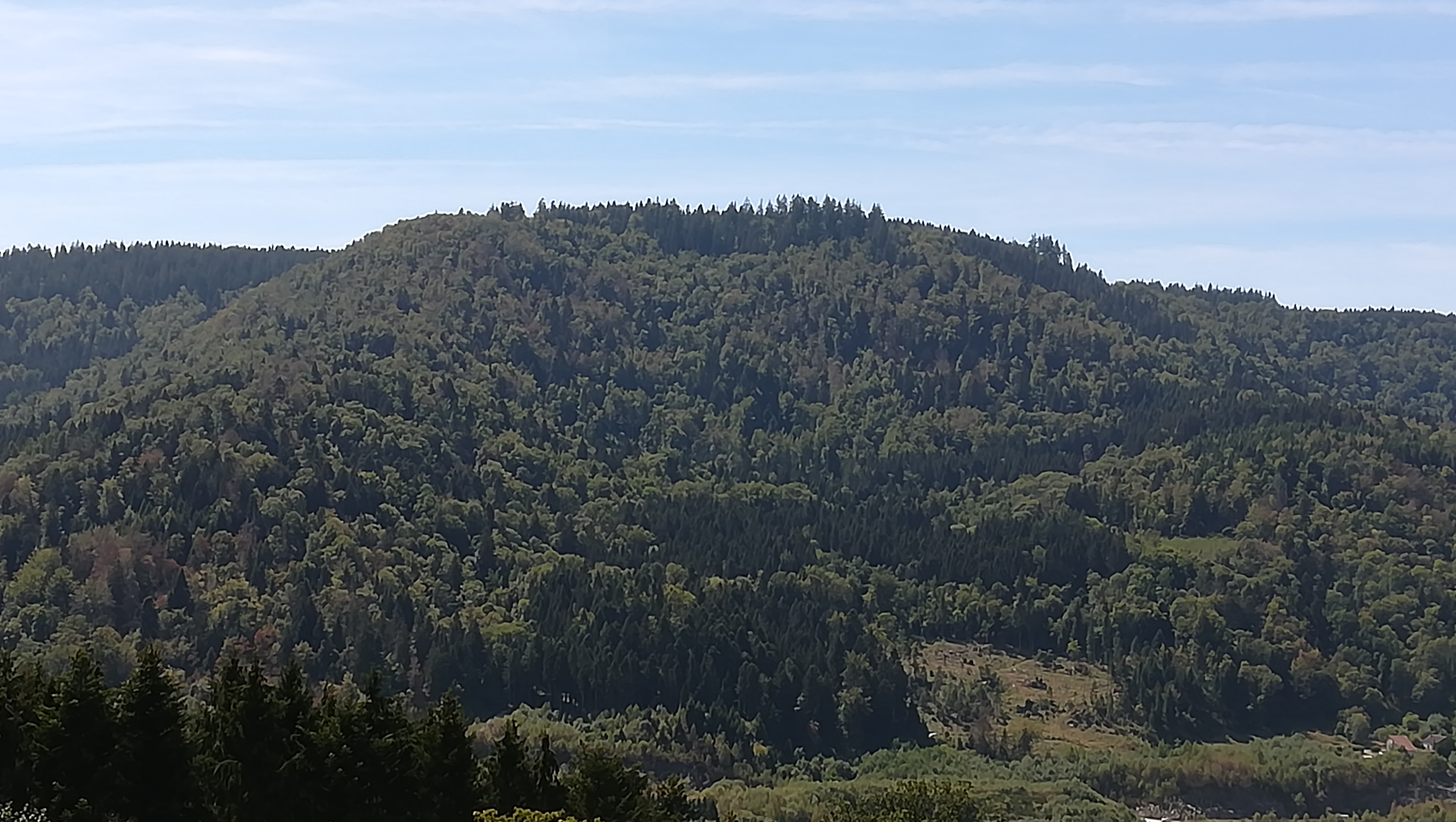
Le Bambois depuis la vallée de la Charme.
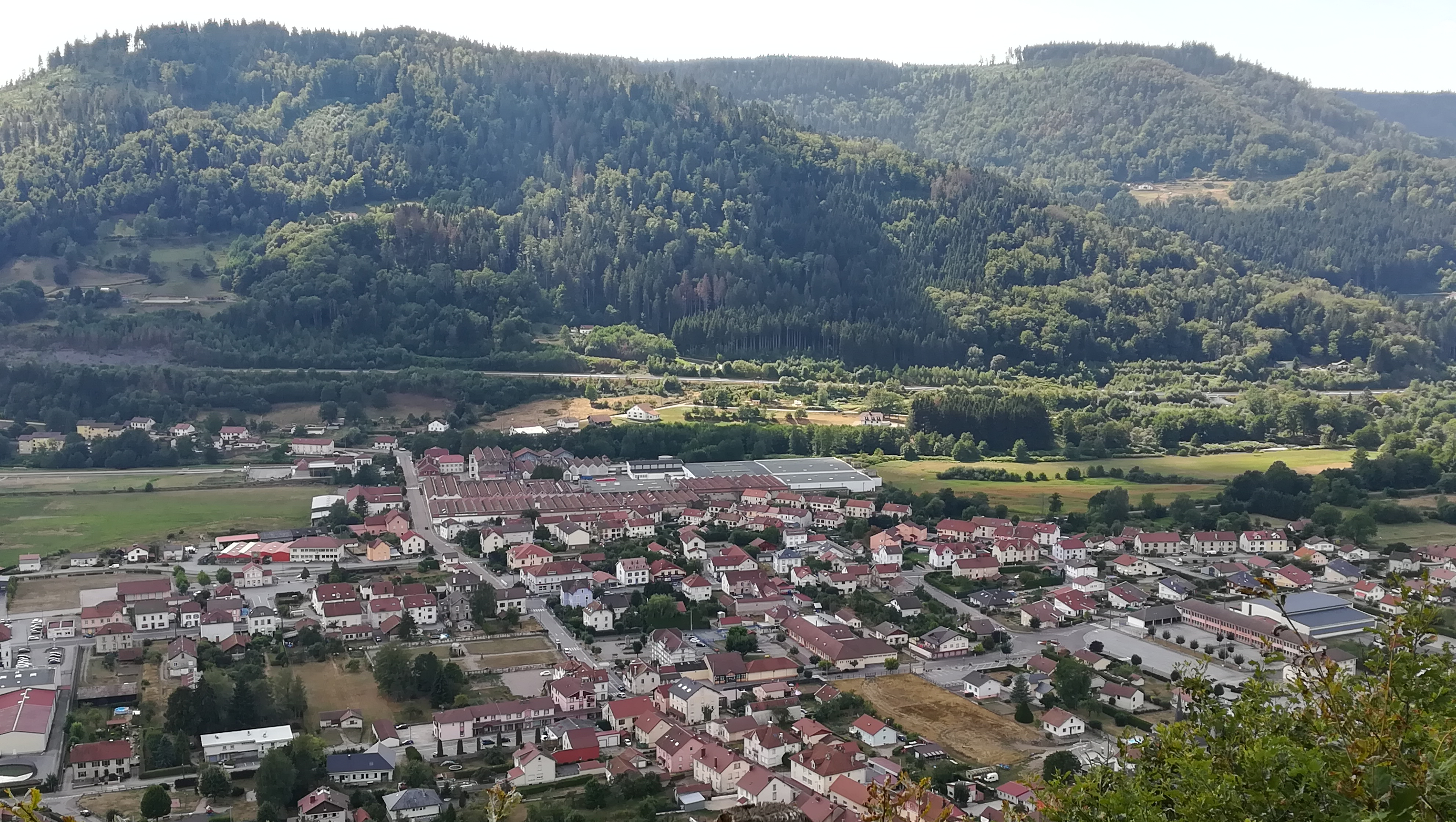
Le village et les sommets du Fort et du Bambois.
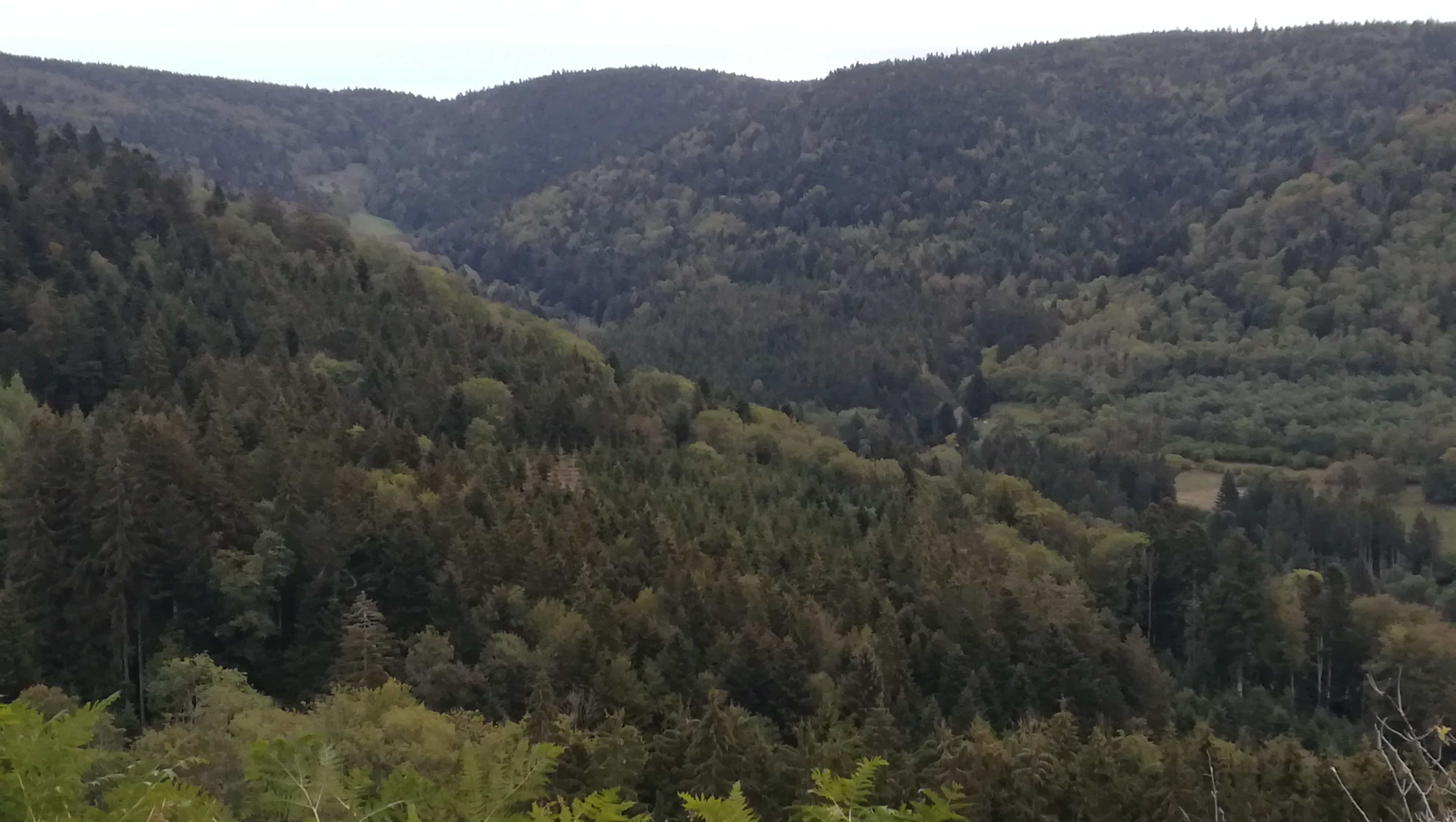
Val de Grandrupt vu depuis les pentes de Bélué.

De nombreux autres sommets entourent la vaste commune, avec au nord : La Beuille (758 m) dominant le hameau de Lépange, sur la crête Nord/Ouest : le Fenot (806 m), le Bambois (818 m) et le Fort (781 m), la crête sud-est débute au col du Mont de Fourche (620 m) puis elle arrive sur la commune de Ferdrupt au sommet du Linqueny (758 m) en passant par la Bouloye (685 m), le Haut des Breuches (703 m), le Haut des Ravières (731 m). La crête nord-est est la plus élevée, avec l'Avuxon (884 m) et la crête de la tourbière de la Charme (877 m) qui s'étire vers le sud-est jusqu'à 900 m d'altitude avant de retomber au col du Rhamné (855 m). On peut citer également le plus petit sommet de la commune, la Broche le Prêtre, reconnaissable à sa forme de pain de sucre (655 m) qui domine le hameau des Meix.
Sur le territoire de la commune, deux vallées secondaires citées plus haut partent de la vallée principale vers le nord-est (vallées du Dessus de Rupt (vallée de la Charme) et de Grandrupt) les deux vallées peuvent être reliées entre elles par le col de la croix du lait (789 m) qui sépare aussi le Bélué du reste de la crête sommitale nord-est (Longegoutte). Au milieu du domaine montagneux loin du village se trouvent différents refuges/chalets à disposition des voyageurs et randonneurs le temps de se ressourcer ou de s'abriter de la météo changeante. Nous en dénombrons neuf : chalets des Fraiteux (840 m), de Bélué (855 m), de la Beuille (630 m), de l'Impératrice (750 m), de la Fouillotte (620 m), de la Vrille (850 m), des Hanneaux (870 m), des Sapins (660 m) et de la Charmotte (640 m).
La ligne de crête au sud de la commune constitue la ligne de partage des eaux entre le bassin de la mer du Nord (Rhin) et de la Méditerranée (Rhône). Le point le plus bas de cette ligne de crête, le col du Mont de Fourche (621 m), permet un accès vers la vallée du Breuchin et Luxeuil-les-Bains. Depuis cette zone, au Fort de Rupt se trouve l'un des trois départs du Domaine skiable des 1 000 étangs, domaine de ski nordique disposant de 15 km de pistes qui s'étendent sur les communes de Rupt-sur-Moselle, La Rosière, La Montagne et le Girmont-Val-d'Ajol.
- La Broche-le-Prêtre.
- Réserve naturelle régionale de la Tourbière des Charmes.

| Dommartin-lès-Remiremont                       | Vecoux                   | Thiéfosse Saulxures-sur-Moselotte |
| Girmont-Val-d'Ajol                             | Rupt-sur-Moselle         | Ferdrupt                          |
| La Montagne Haute-Saône La Rosière Haute-Saône | Corravillers Haute-Saône | Ferdrupt                          |

### Hydrographie et les eaux souterraines
Hydrogéologie et climatologie : Système d’information pour la gestion des eaux souterraines du bassin Rhin-Meuse :
Territoire communal : Occupation du sol (Corinne Land Cover); Cours d'eau (BD Carthage),
Géologie : Carte géologique; Coupes géologiques et techniques,
 Hydrogéologie : Masses d'eau souterraine; BD Lisa; Cartes piézométriques.
Cours d'eau traversant la commune :
- La Moselle,

- de nombreux ruisseaux et petits torrents prennent leur source sur les hauteurs de Rupt :

l'affluent le plus élevé est le ruisseau de Grandrupt (890 m) qui alimente la vallée du même nom et qui débute sur la crête sommitale nord-est,
la Goutte du Seux (870 m) qui alimente le ruisseau du Dessus de Rupt,
le ruisseau de Ramonchamp,
le ruisseau de de Moinrupt,
le ruisseau du Géhard,
le ruisseau de Méreille,
le ruisseau de Pres des Gouttes,
le ruisseau de Ferdrupt,
le ruisseau des Charmes,
le ruisseau de Xoarupt,
le ruisseau de Morbieu,
le ruisseau de Chaudefontaine,
le ruisseau de la Croslière,
le ruisseau de Longchamps,
le ruisseau de Foulot,
le ruisseau du Chêne,
le ruisseau de Halotey,
le ruisseau de l'Etang des Maux-Cailloux.
- On peut aussi citer en prime, les petits torrents de Parrier et de la Sauture qui se rejoignent à 480 m et se jettent directement au village depuis leur source sur le versant ouest de Bélué à 640 et 760 m.

- Syndicat intercommunal d'assainissement du Haut-des-Rangs, couvre un territoire de cinq communes des Vosges : Rupt-sur-Moselle, Vecoux, Dommartin-lès-Remiremont, Saint-Amé, Le Syndicat.

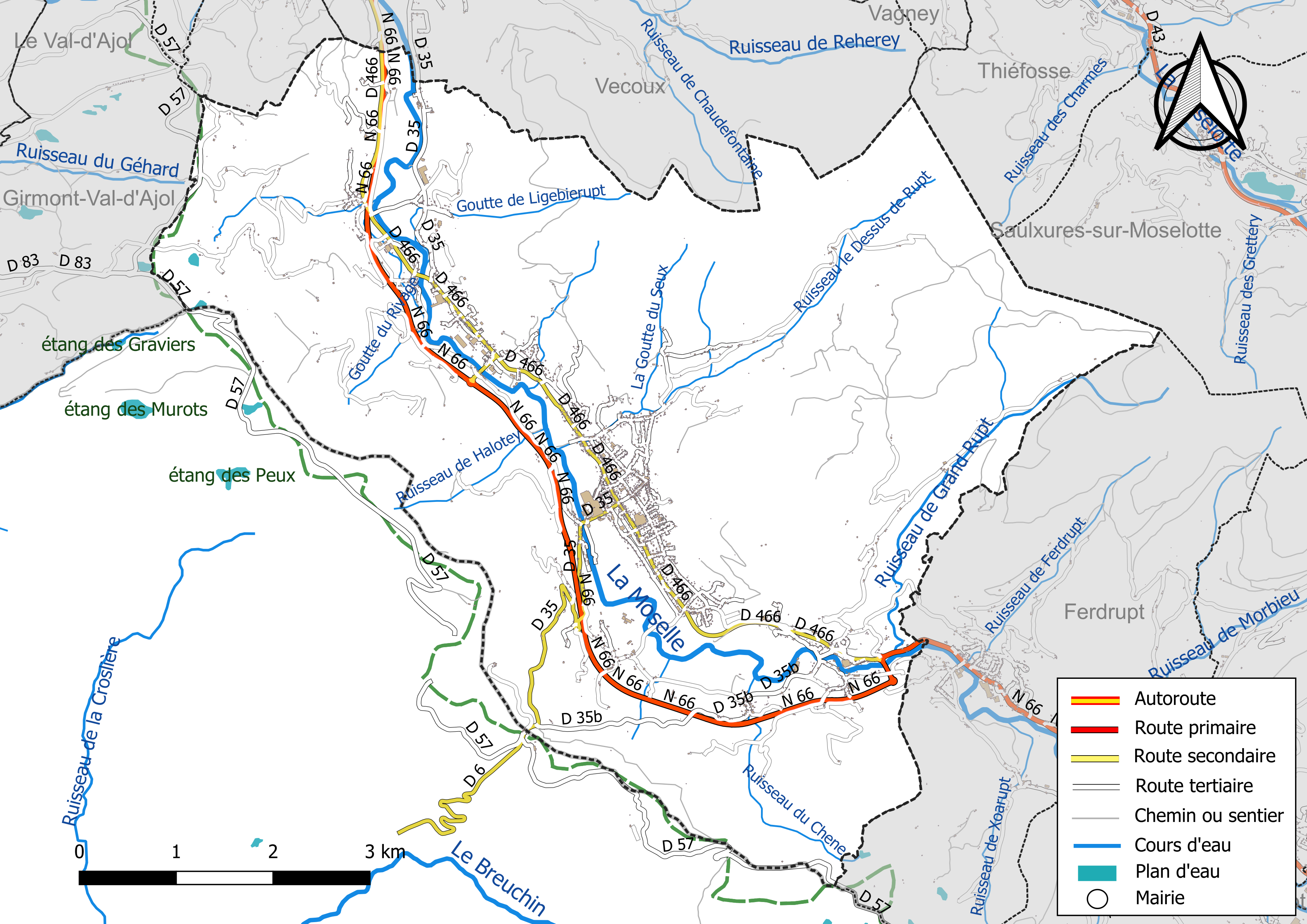
Réseaux hydrographique et routier de Rupt-sur-Moselle.

### Climat
Pour des articles plus généraux, voir Climat du Grand Est et Climat des Vosges.
En 2010, le climat de la commune est de type climat de montagne, selon une étude du Centre national de la recherche scientifique s'appuyant sur une série de données couvrant la période 1971-2000. En 2020, Météo-France publie une typologie des climats de la France métropolitaine dans laquelle la commune est exposée à un climat semi-continental et est dans la région climatique  Vosges, caractérisée par une pluviométrie très élevée (1 500 à 2 000 mm/an) en toutes saisons et un hiver rude (moins de 1 °C) la classification en hiver rude est toutefois de plus en plus discutable puisque la station météo de Rupt-sur-Moselle enregistre 2.3°c de moyenne pour janvier, mois le plus froid.
Pour la période 1971-2000, la température annuelle moyenne est de 9 °C, avec une amplitude thermique annuelle de 16,6 °C. Le cumul annuel moyen de précipitations est de 1 701 mm, avec 15 jours de précipitations en janvier et 11,7 jours en juillet. Pour la période 1991-2020, la température moyenne annuelle observée sur la station météorologique de Météo-France la plus proche, « Ballon de Servance », sur la commune de Haut-du-Them-Château-Lambert à 10 km à vol d'oiseau, est de 6,5 °C et le cumul annuel moyen de précipitations est de 1 882,9 mm. 
La température maximale relevée sur cette station est de 31,2 °C, atteinte le 24 juillet 2019 ; la température minimale est de −20,1 °C, atteinte le 20 décembre 2009,,.
Les relevés des dernières années tendent à évoluer vers une légère augmentation de la pluviométrie ainsi que de la température moyenne.
Les paramètres climatiques de la commune ont été estimés pour le milieu du siècle (2041-2070) selon différents scénarios d'émission de gaz à effet de serre à partir des nouvelles projections climatiques de référence DRIAS-2020. Ils sont consultables sur un site dédié publié par Météo-France en novembre 2022.

### Voies de communications et transports

#### Voies routières
Jusque fin 2007, la RN 66 (de Remiremont à Bâle), traversait le bourg et constituait son centre névralgique. La plupart des commerces se trouvent aujourd’hui le long de cette route renommée (Route nationale 66 (France)). La nouvelle route nationale passe plus au sud, à flanc de montagne, et domine le village. Le long de la Moselle, plusieurs usines (dont certaines encore en activité) et cités ouvrières rappellent le passé industriel (textile) de la commune.

#### Transports en commun
- Réseau régional de transports en commun Fluo Grand Est[11].

#### Lignes SNCF

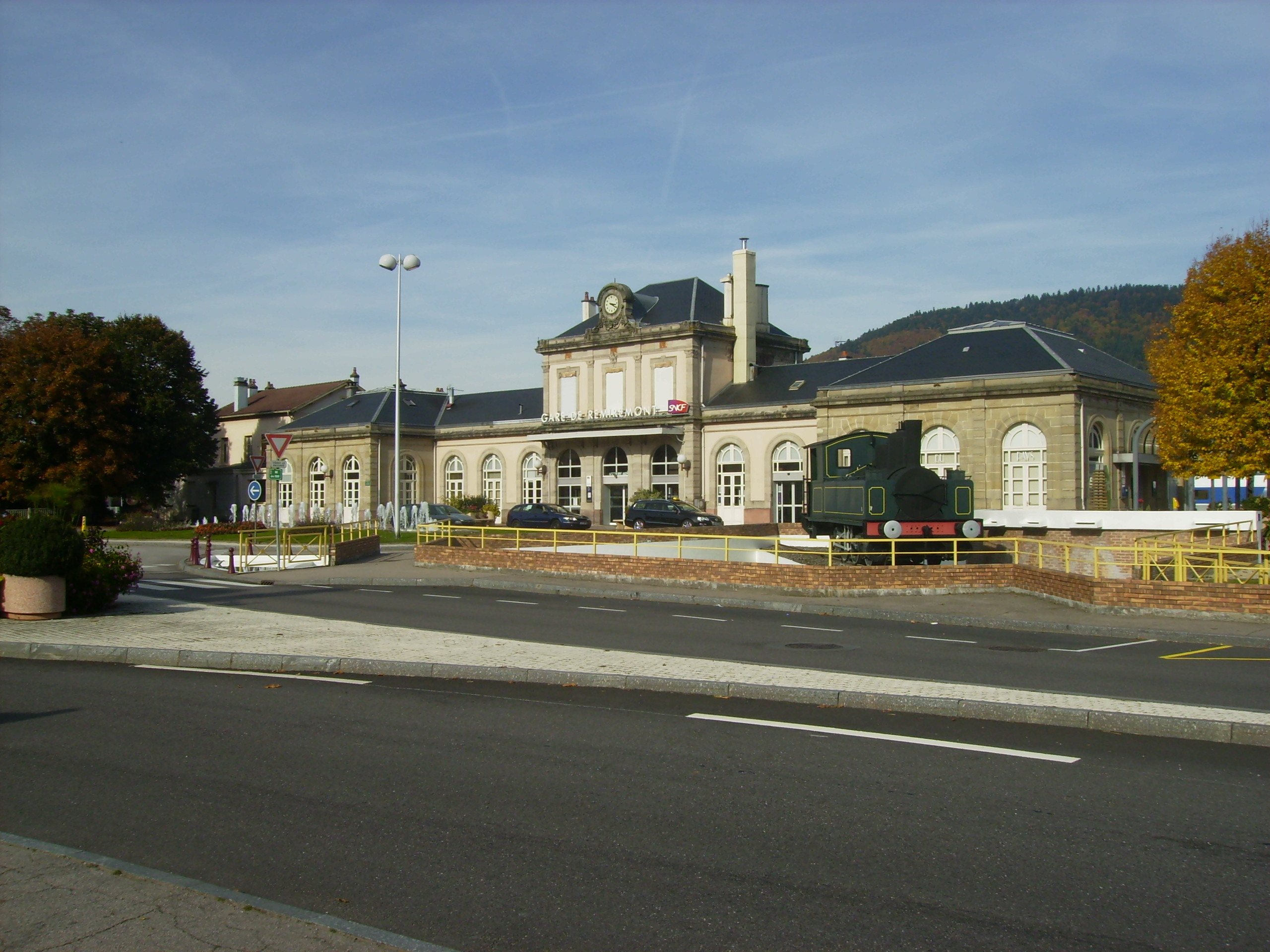
Gare de Remiremont.

- Après le TGV qui desservait la gare de Remiremont, la LGV Est européenne, (Ligne à Grande Vitesse), est devenue une réalité. Ce qui réduit les durées de trajets Remiremont / Paris à 2 h 45, assurant ainsi un réel désenclavement des vallées ;
- Gare routière de Remiremont[12].
- Gare de Rupt-sur-Moselle (fermée)
- Gare de Hielle (ancienne halte fermée)
- Gare de Maxonchamp (ancienne halte fermée)

#### Transports aériens
- Aéroport de Bâle-Mulhouse à 103 km[13] ;
- Aéroport de Strasbourg-Entzheim à 105 km ;
- Aéroport de Dole-Jura à 134 km ;
- Aéroport de Metz-Nancy-Lorraine à 122 km.

### Intercommunalité
Commune membre de la Communauté de communes des Ballons des Hautes-Vosges.

## Urbanisme

### Typologie
Au 1er janvier 2024, Rupt-sur-Moselle est catégorisée commune rurale à habitat dispersé, selon la nouvelle grille communale de densité à sept niveaux définie par l'Insee en 2022.
Elle appartient à l'unité urbaine du Thillot, une agglomération intra-départementale regroupant huit  communes, dont elle est ville-centre,,. Par ailleurs la commune fait partie de l'aire d'attraction de Remiremont, dont elle est une commune de la couronne,. Cette aire, qui regroupe 12 communes, est catégorisée dans les aires de moins de 50 000 habitants,.

### Occupation des sols
L'occupation des sols de la commune, telle qu'elle ressort de la base de données européenne d’occupation biophysique des sols Corine Land Cover (CLC), est marquée par l'importance des forêts et milieux semi-naturels (70 % en 2018), en diminution par rapport à 1990 (71,3 %). La répartition détaillée en 2018 est la suivante : 
forêts (68 %), zones agricoles hétérogènes (13,2 %), prairies (10,1 %), zones industrielles ou commerciales et réseaux de communication (3,6 %), zones urbanisées (3,2 %), milieux à végétation arbustive et/ou herbacée (2 %). L'évolution de l’occupation des sols de la commune et de ses infrastructures peut être observée sur les différentes représentations cartographiques du territoire : la carte de Cassini (XVIIIe siècle), la carte d'état-major (1820-1866) et les cartes ou photos aériennes de l'IGN pour la période actuelle (1950 à aujourd'hui).

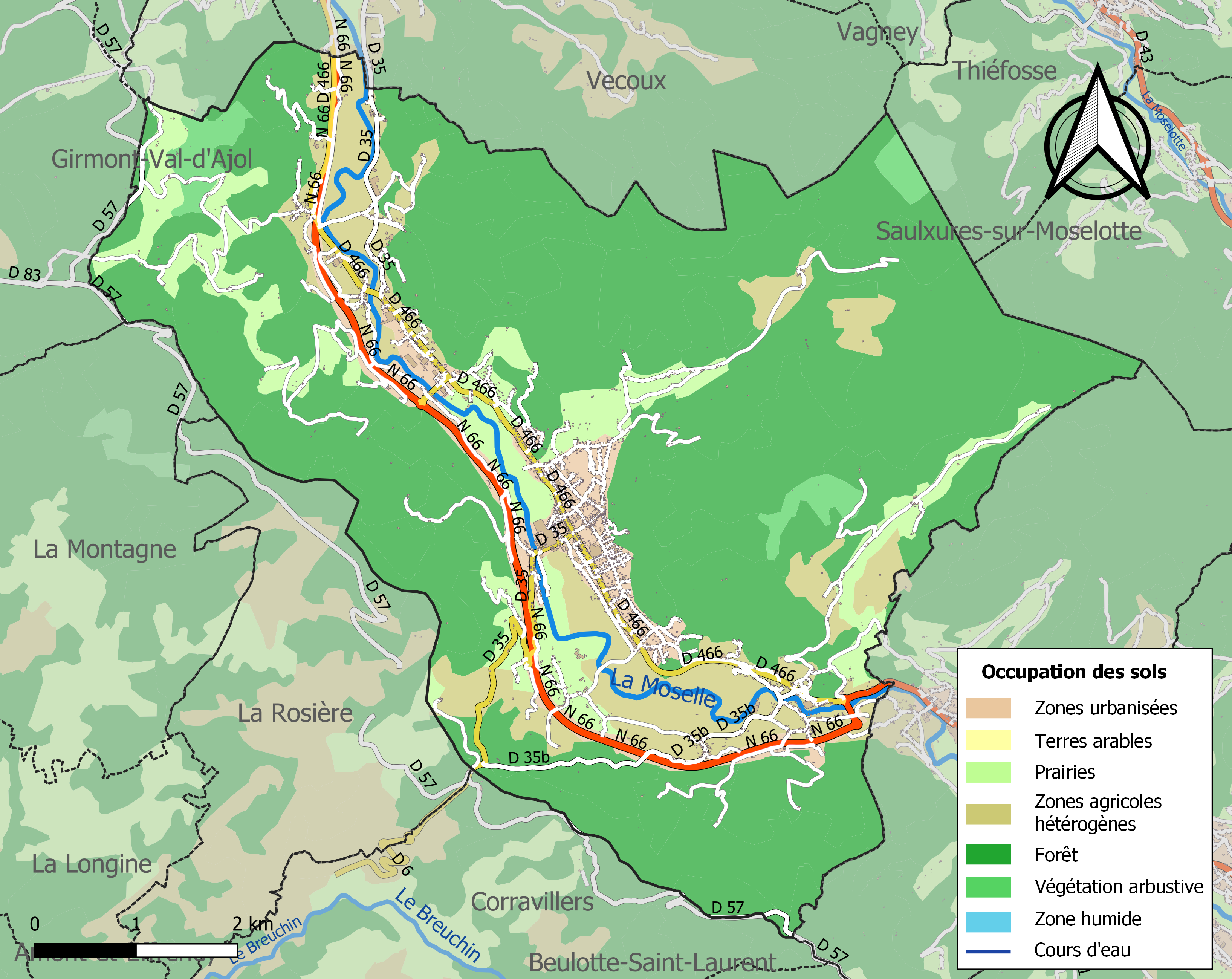
Carte des infrastructures et de l'occupation des sols de la commune en 2018 (CLC).

## Toponymie
Le nom de la localité est mentionné sous la forme Ruz en 1302, ; De Rivo en 1409 ; Ruy en 1447 ; Rui en 1449 ; Rupt en 1552.
Rupt prononcé [ʁy] « ru » est issu du mot ru « rivière ».
Par le décret du 5 février 1904, Rupt a pris le nom de Rupt-sur-Moselle. Comme c'est souvent le cas, le gentilé Ruppéen est fondé sur une étymologie fantaisiste du toponyme, qui repose en l'occurence sur les formes tardives Rups de 1656 et Rupes de 1768 qui rappellent le latin rupes (rūpēs) « roche, falaise ».
La Moselle, Musel en luxembourgeois, Mosel en allemand est une rivière du nord-est de la France, du Luxembourg et de l'ouest de l'Allemagne, affluent en rive gauche du Rhin.

## Histoire
La commune de Rupt-sur-Moselle date de 1789. Elle a été formée d'une partie du ban de Longchamp, qui était une terre de surséance, possession indivise du duché de Lorraine et de l'abbaye de Remiremont. En 1832, la commune a perdu une partie de son territoire (au sud-est) au profit de la création de la commune de Ferdrupt.
Au niveau politique, l'histoire de la commune du Moyen Âge à 1766 est très liée à celle du duché de Lorraine, auquel elle appartenait.
Pendant près de deux siècles (de 1493, traité de Senlis à 1678, traité de Nimègue) la commune a été bordée au sud par le comté de Bourgogne.
La haute vallée de la Moselle est depuis l'Antiquité un lieu de passage occasionnel à travers le massif des Vosges, entre le bassin parisien et la plaine d'Alsace, qui s'ouvre une cinquantaine de kilomètres à l'est. Cependant, le passage n'est pas très aisé (épaisses forêts) et d'autres voies, col de Saverne, du Bonhomme, trouée de Belfort) sont plus fréquentées.

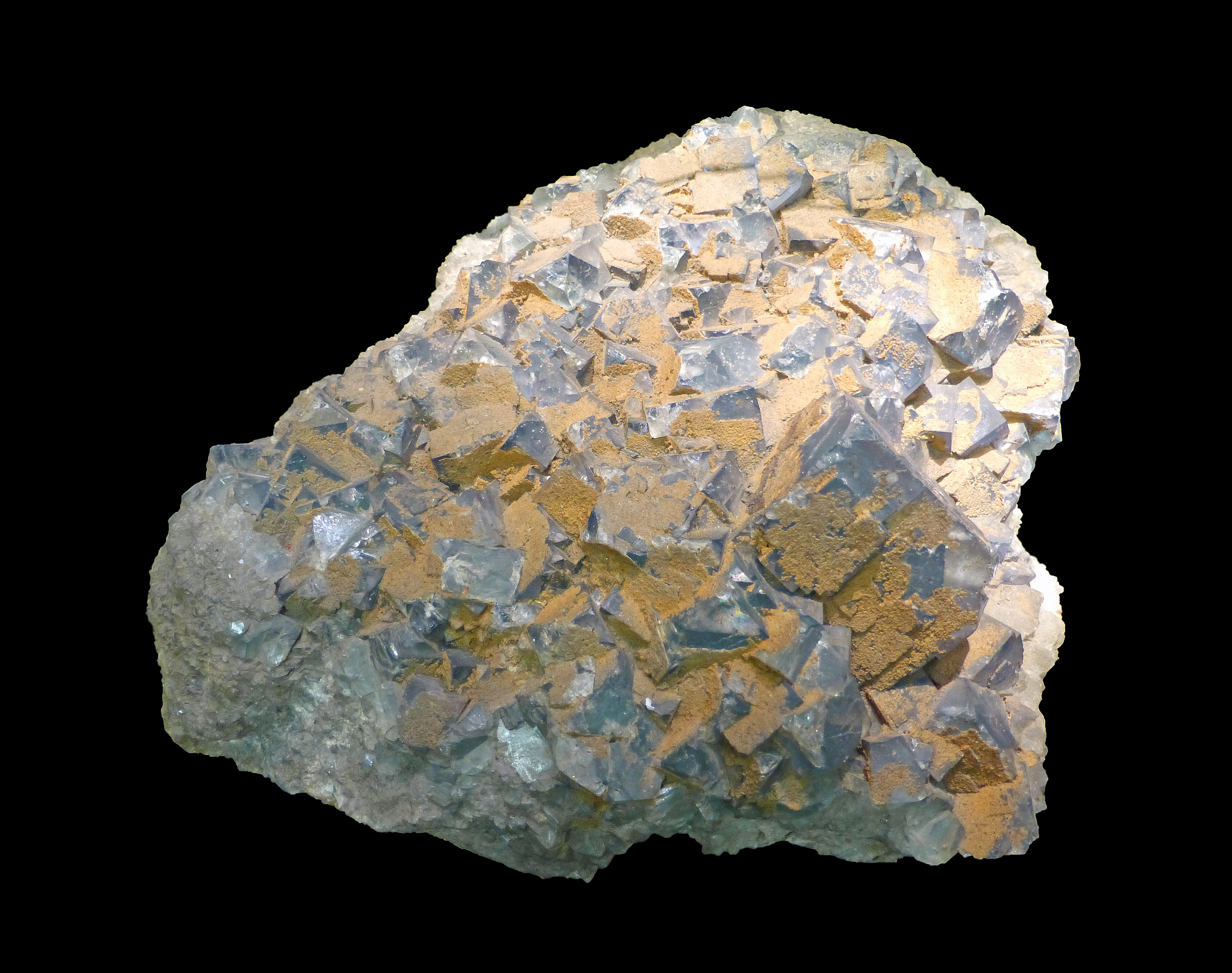
Fluorite de l'ancienne mine de Maxonchamp (musée de minéralogie de Strasbourg).

Au cours du Moyen Âge, le territoire de la commune est défriché par des paysans qui pratiquent un élevage extensif de moyenne montagne.
Au XIXe siècle, la quasi-totalité du territoire était déboisée, offrant un paysage bien différent de celui observé aujourd'hui. Les conditions de vie des habitants, de la fin du Moyen Âge à la fin du XIXe siècle, ont peu changé. Les terres peu fertiles et accidentées ne permettaient pas une agriculture prospère et la plupart des familles vivaient en autosubsistance, avec quelques animaux d'élevage. Les fermes étaient éparpillés sur tout le territoire, parfois regroupés en petits hameaux qu'on peut encore voir aujourd'hui (Maxonchamp, Le Chêne, Longchamp).
En 1766, le duché de Lorraine est rattaché au royaume de France et la commune devient définitivement française.
En 1790, Rupt est versé dans le district et le canton de Remiremont mais rejoint dès l'an VIII le canton de Ramonchamp.
Une profonde transformation de la vie de la commune sera liée à l'annexion de l'Alsace par l'Allemagne en 1870. De nombreux entrepreneurs alsaciens, qui avaient leurs industries dans les vallées voisines, fuient la domination allemande et s'installent dans la vallée de la Moselle, alors peu touchée par l'industrialisation. Les conditions naturelles (présence de bois et de cours d'eau pour fournir de l'énergie) étaient semblables à celles rencontrées de l'autre côté du massif. Progressivement, les paysans quittent leurs conditions de vie misérables pour travailler dans les usines textiles et peupler les cités ouvrières modernes.
Le déclin de l'agriculture se poursuivra pendant le XXe siècle et l'abandon des fermes au profit de l'industrie permettra le renouveau de la forêt, qui a presque reconquis l'ensemble du territoire communal à la fin du XXe siècle (excepté le fond de vallée). Les activités agricoles sont aujourd'hui marginales, même si elles jouent un rôle important dans l'aménagement du paysage.
L'essor industriel de la vallée se traduira dans la première moitié du XXe siècle par l'arrivée de main d'œuvre en provenance d'Europe du Sud (Italie, Portugal), puis après la Seconde Guerre mondiale, de Turquie et d'Afrique du Nord.
La commune a été décorée le 11 novembre 1948 de la Croix de guerre 1939-1945.
À partir des années 1970, les crises industrielles que connaîtront la France et surtout la Lorraine entraîneront la fermeture de nombreuses usines textiles. Quelques-unes subsisteront en s'orientant vers de nouvelles productions (sous-traitance automobile, composants plastiques).

### Héraldique
| Blason | Blasonnement : D'or, à la branche de chêne de sinople mise en barre. Commentaires : La branche de chêne était le signe distinctif du ban dépendant de l’abbaye de Remiremont. Ces armoiries ont été adoptées par la commune lors de son jumelage avec Stadecken-Elsheim en 1980. |

## Politique et administration

### Budget et fiscalité 2022

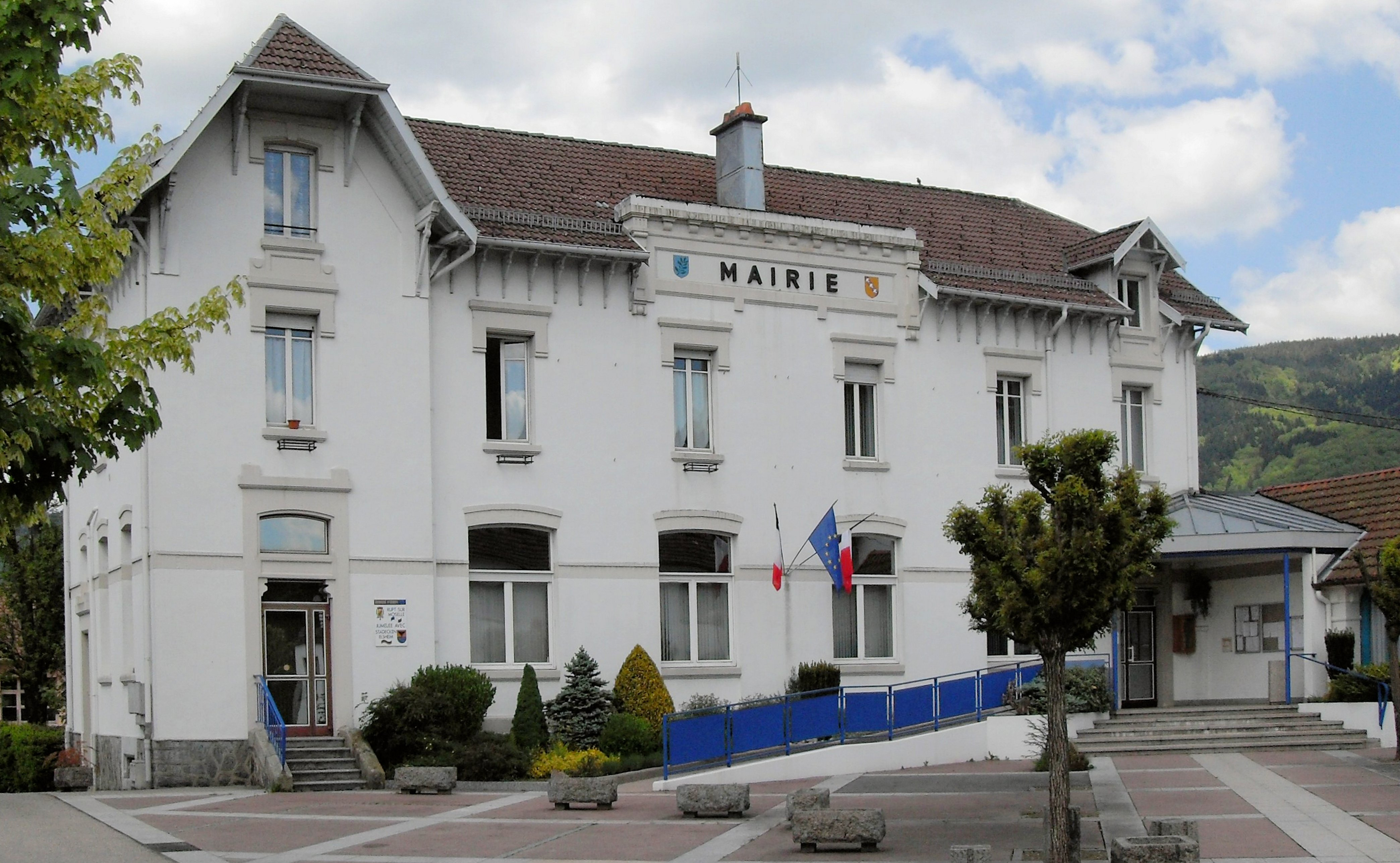
La mairie.

En 2022, le budget de la commune était constitué ainsi :
- total des produits de fonctionnement : 4 106 000 €, soit 1 142 € par habitant ;
- total des charges de fonctionnement : 3 243 000 €, soit 902 € par habitant ;
- total des ressources d’investissement : 2 372 000 €, soit 660 € par habitant ;
- total des emplois d’investissement : 2 130 000 €, soit 592 € par habitant.
- endettement : 380 500 €, soit 1 058 € par habitant.

Avec les taux de fiscalité suivants :
- taxe d’habitation : 20,13 % ;
- taxe foncière sur les propriétés bâties : 37,01 % ;
- taxe foncière sur les propriétés non bâties : 19,58 % ;
- taxe additionnelle à la taxe foncière sur les propriétés non bâties : 38,75 % ;
- cotisation foncière des entreprises : 20,80 %.

Chiffres clés Revenus et pauvreté des ménages en 2021 : médiane en 2021 du revenu disponible, par unité de consommation : 20 640 €.

### Liste des maires
Les sections de Remanvillers, Xoarupt et Ferdrupt, d'une population de 1 170 habitants, sont séparées de la commune de Rupt-sur-Moselle en 1832 pour former celle de Ferdrupt.

## Population et société

### Démographie

#### Évolution démographique
L'évolution du nombre d'habitants est connue à travers les recensements de la population effectués dans la commune depuis 1793. Pour les communes de moins de 10 000 habitants, une enquête de recensement portant sur toute la population est réalisée tous les cinq ans, les populations de référence des années intermédiaires étant quant à elles estimées par interpolation ou extrapolation. Pour la commune, le premier recensement exhaustif entrant dans le cadre du nouveau dispositif a été réalisé en 2007.

En 2022, la commune comptait 3 458 habitants, en évolution de −0,95 % par rapport à 2016 (Vosges : −2,96 %, France hors Mayotte : +2,11 %).
| 1793  | 1800  | 1806  | 1821  | 1831  | 1836  | 1841  | 1846  | 1856  |
| ----- | ----- | ----- | ----- | ----- | ----- | ----- | ----- | ----- |
| 3 554 | 3 249 | 3 929 | 4 115 | 4 872 | 3 447 | 3 633 | 4 390 | 4 361 |

| 1861  | 1866  | 1872  | 1876  | 1881  | 1886  | 1891  | 1896  | 1901  |
| ----- | ----- | ----- | ----- | ----- | ----- | ----- | ----- | ----- |
| 4 265 | 4 135 | 4 126 | 4 129 | 3 906 | 4 250 | 4 209 | 4 373 | 4 435 |

| 1906  | 1911  | 1921  | 1926  | 1931  | 1936  | 1946  | 1954  | 1962  |
| ----- | ----- | ----- | ----- | ----- | ----- | ----- | ----- | ----- |
| 4 506 | 4 680 | 4 340 | 4 286 | 4 396 | 4 118 | 4 048 | 4 377 | 4 115 |

| 1968  | 1975  | 1982  | 1990  | 1999  | 2006  | 2007  | 2012  | 2017  |
| ----- | ----- | ----- | ----- | ----- | ----- | ----- | ----- | ----- |
| 3 970 | 3 863 | 3 570 | 3 470 | 3 637 | 3 571 | 3 560 | 3 475 | 3 525 |

| 2022  | - | - | - | - | - | - | - | - |
| ----- | - | - | - | - | - | - | - | - |
| 3 458 | - | - | - | - | - | - | - | - |

### Population par quartier
La quasi-totalité de la population est installée sur la rive droite de la rivière, dans le centre-ville (autrefois appelé Lette) et la ville elle-même au pied du Haut de Bélué, en raison de l'isolement et du climat, la zone montagneuse n'est quasiment pas habitée, sauf dans le bas des vallées de la Charme et de Grandrupt le reste des habitations de montagne sont généralement des refuges ou des gîtes. La ville intra-muros est composée de plusieurs petits quartiers :
- Le Centre
- Napoléon Forel
- La Dermanville
- La Roche
- Le Pré Martin
- Larger

De nombreux hameaux sont disséminés sur le territoire de la commune (au nord : Lépange, Les Meix, Maxonchamp ; au sud : le Chêne, Longchamp, Saulx ; à l'est : la Charme (Dessus de Rupt) ; à l'ouest : le Riffin)

## Services publics
- Mairie
- Pompiers
- Groupes scolaires (maternelles, primaires) au centre et en périphérie, et collège dans la ville
- Crèche, halte-garderie
- Gendarmerie et police municipale

### Enseignement
Établissements d'enseignements :
- École maternelle,
- Écoles primaires,
- Collège,
- Lycées à Remiremont.

### Santé
Professionnels et établissements de santé :
- Médecins, infirmiers et chirurgien dentiste ;
- Pharmacies ;
- Centre hospitalier de Remiremont.

### Cultes
- Culte catholique, paroisse Saint-Etienne-des-Rupts, Diocèse de Saint-Dié[31].

## Économie

### Entreprises et commerces

#### Agriculture
La majeure partie du territoire (75 %), accidentée et montagneuse, est recouverte de forêts (feuillus et résineux), qui gagnent du terrain sur les espaces défrichés. Le fond de la vallée, plat et large de 0,2 à 1 km, est occupé par la ville, des pâturages et quelques cultures (maïs), utilisés pour l’élevage bovin (production de lait).

#### Tourisme
- Restaurants, pizzeria et kebab, bars,
- Camping[32].
- Gîtes ruraux et chambres d'hôtes[33].

Animations :
- Foire aux harengs depuis 1882, chaque troisième samedi de mars.

#### Commerces et services
- Divers commerces de proximité, boucherie, alimentations, outillage, jardinage...
- Supermarché (Intermarché).
- Entreprise de formation.
- Le groupe espagnol Antolin fabrique des pièces pour automobiles, surtout des pare-soleil, dans une ancienne usine Rockwell, qui emploie 440 salariés[34].
- Valrupt, du groupe français Valmont, est un tissage de coton qui a été mis en règlement judiciaire[35]. Il fait l'objet d'une reprise par Thomas Huriez (Modetic), un des seuls fabricants français de jeans sous la marque « 1083 »[36]. 70 emplois seront sauvés après scission de l'entreprise. La partie housses de literie et linge de maison est confiée à un grossiste d'Aubervilliers Cote d'Amour[37].
- Cimest (Compagnie Industrielle des Moulages de l'Est), du groupe français Plastivaloire, usine des pièces plastiques pour la téléphonie et l'automobile, employait 101 salariés. Elle a fermé pour raisons économiques le 22 décembre 2012.
- La menuiserie Couval, fabricant de portes et fenêtres en PVC, a été reprise en 2009 par le groupe Hilzinger[38].
- Jusqu'à la fin des années 1990, la commune possédait la particularité d'avoir une mine de fluorine en activité.

## Culture locale et patrimoine

### Sobriquets
- Lépange : On a donné le sobriquet de « Loups » aux habitants de Lépange à cause d'un procès où quelques-uns d'entre eux, à la faveur d'un déguisement en loups-garoux, commirent plusieurs vols qui les firent condamner à être pendus[39].

### Personnalités liées à la commune
- Dieudonné Thiébault (1733-1807), homme de lettres, président de la Société libre des sciences, lettres et arts de Paris.
- Louis Courroy, maire de Rupt-sur-Moselle de 1953 à 1965.
- Ernest Wittmann, sculpteur et peintre, mort à Rupt-sur- Moselle en 1921.
- Paul Marie Mirouel, officier
- Jean Desbordes, écrivain, poète, résistant, il fut torturé rue de la Pompe à Paris, où il décédera en martyr (son nom est gravé au Panthéon dans la liste des écrivains morts pour la France pendant la guerre 1939-1945)[40].
- Jean Montémont, instituteur, résistant et peintre, né à Rupt-sur-Moselle le 22 février 1913 et mort à Remiremont le 14 février 1959[41].
- Albert Montémont, homme de lettres[42].
- Robert Parmentier, jaciste et responsable agricole, qui participa à l'élaboration des statuts des GAEC et présida l'Union des groupements pour l'exploitation agricole[43].
- Léon Fresse, militant syndicaliste et écrivain[44].
- Étienne Fels, industriel textile, archiviste, archiviste-paléographe, archéologue et historien[45].
- Victor Augustin Collin, ancien maire du Val d'Ajol, de 1878 à 1883[46].
- Georges Poull, historien, écrivain, industriel textile.
- Laurent Joseph Hingray[47].
- Robert Kuhn, professeur de médecine[48].
- Clément Perrin, écrivain régional[49].
- Édouard Victor Pinot, industriel[50].

### Lieux et monuments

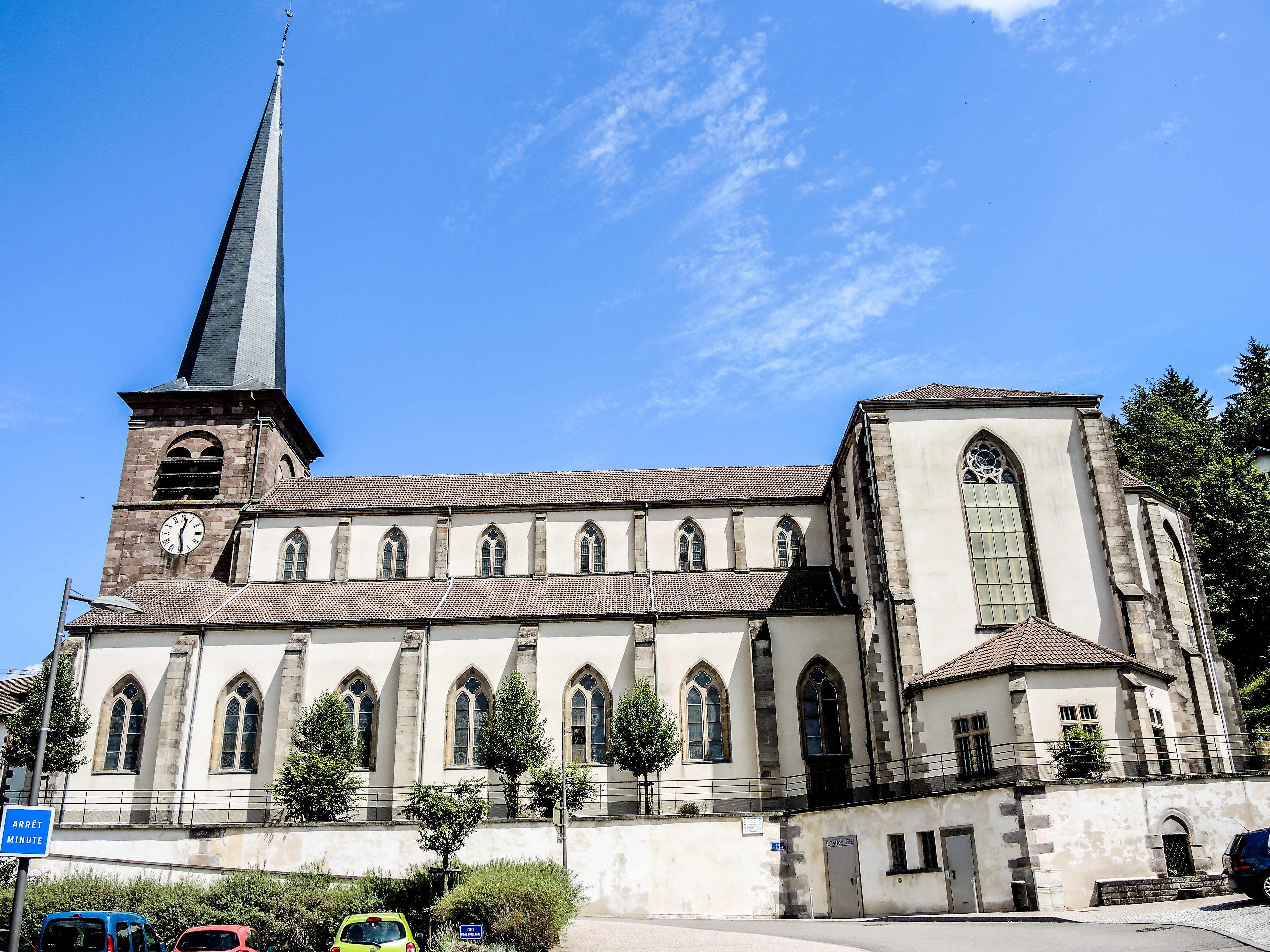
L'église Saint-Étienne.
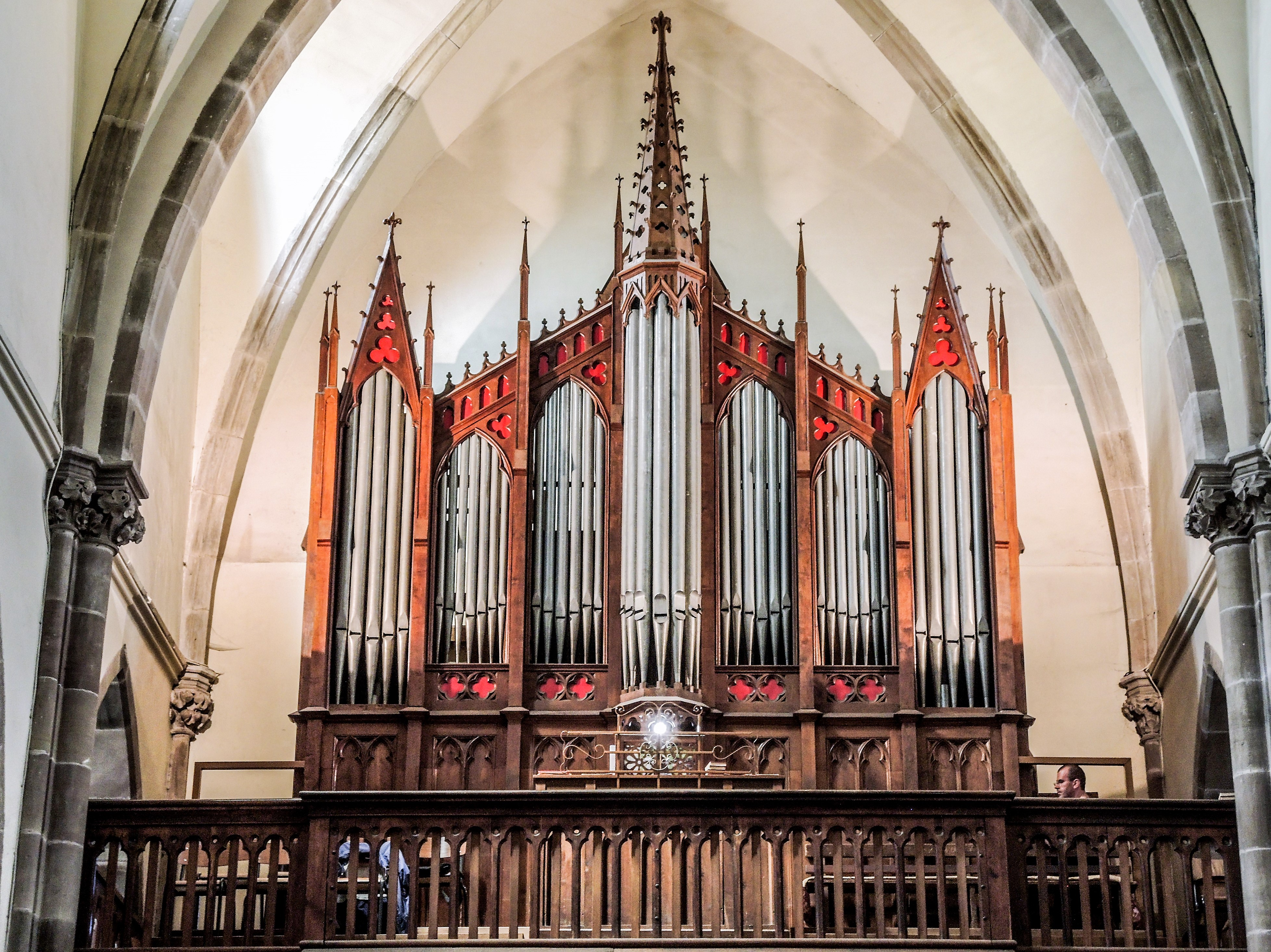
Orgue de l'église.
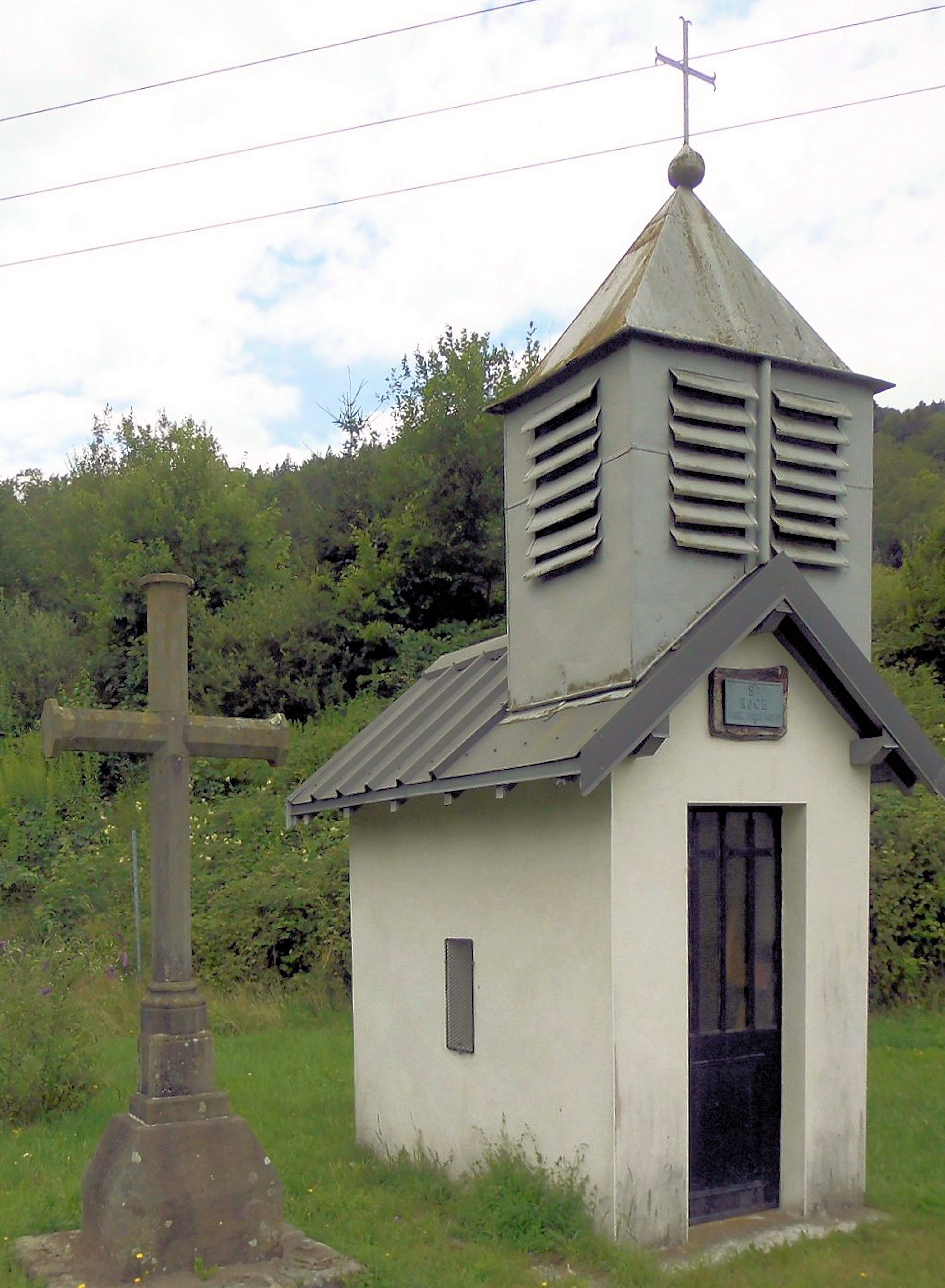
Chapelle Saint-Roch à Maxonchamp, Rupt-sur-Moselle.
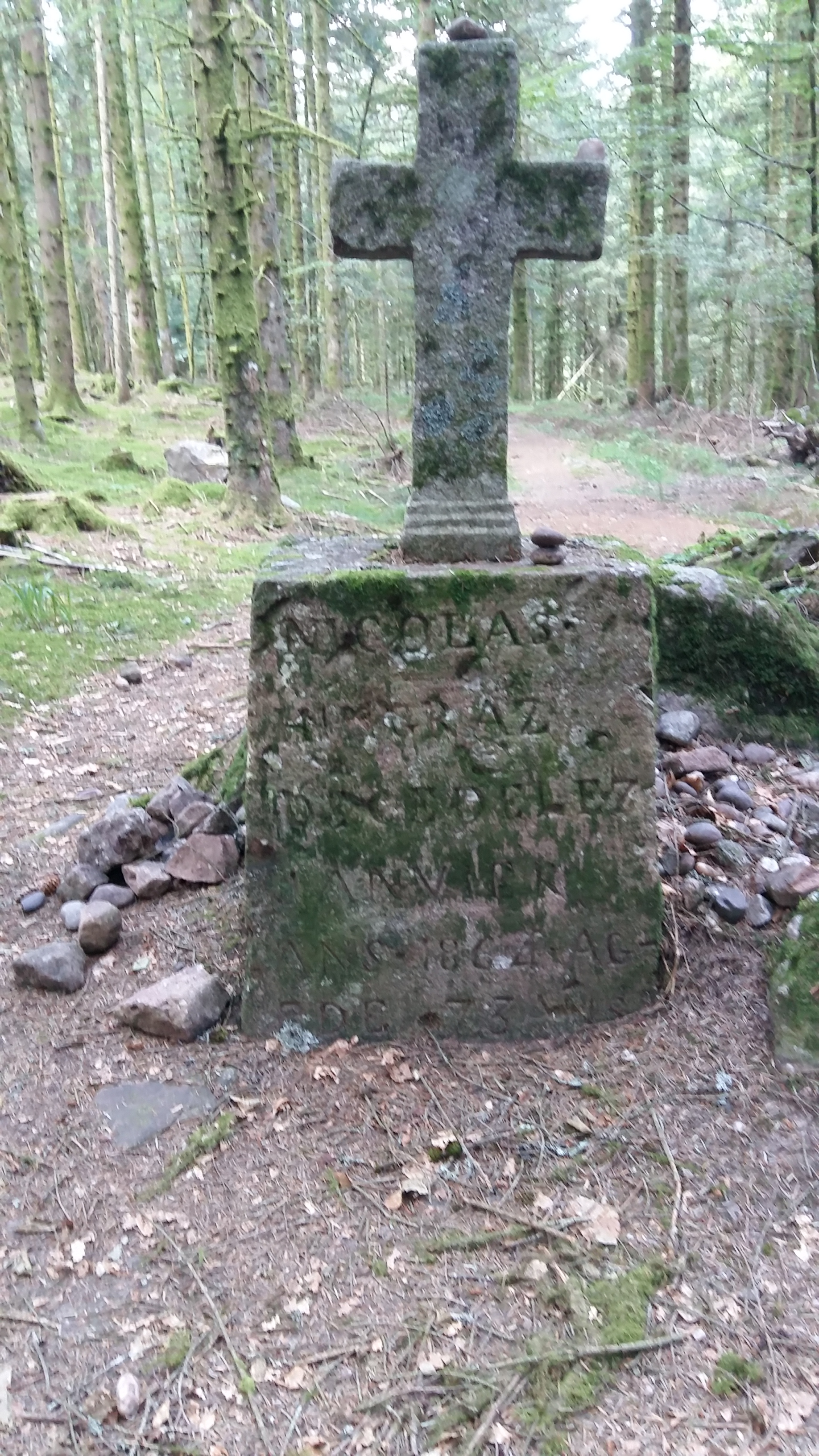
Croix Saint-Nicolas en bordure de la tourbière des Charmes.
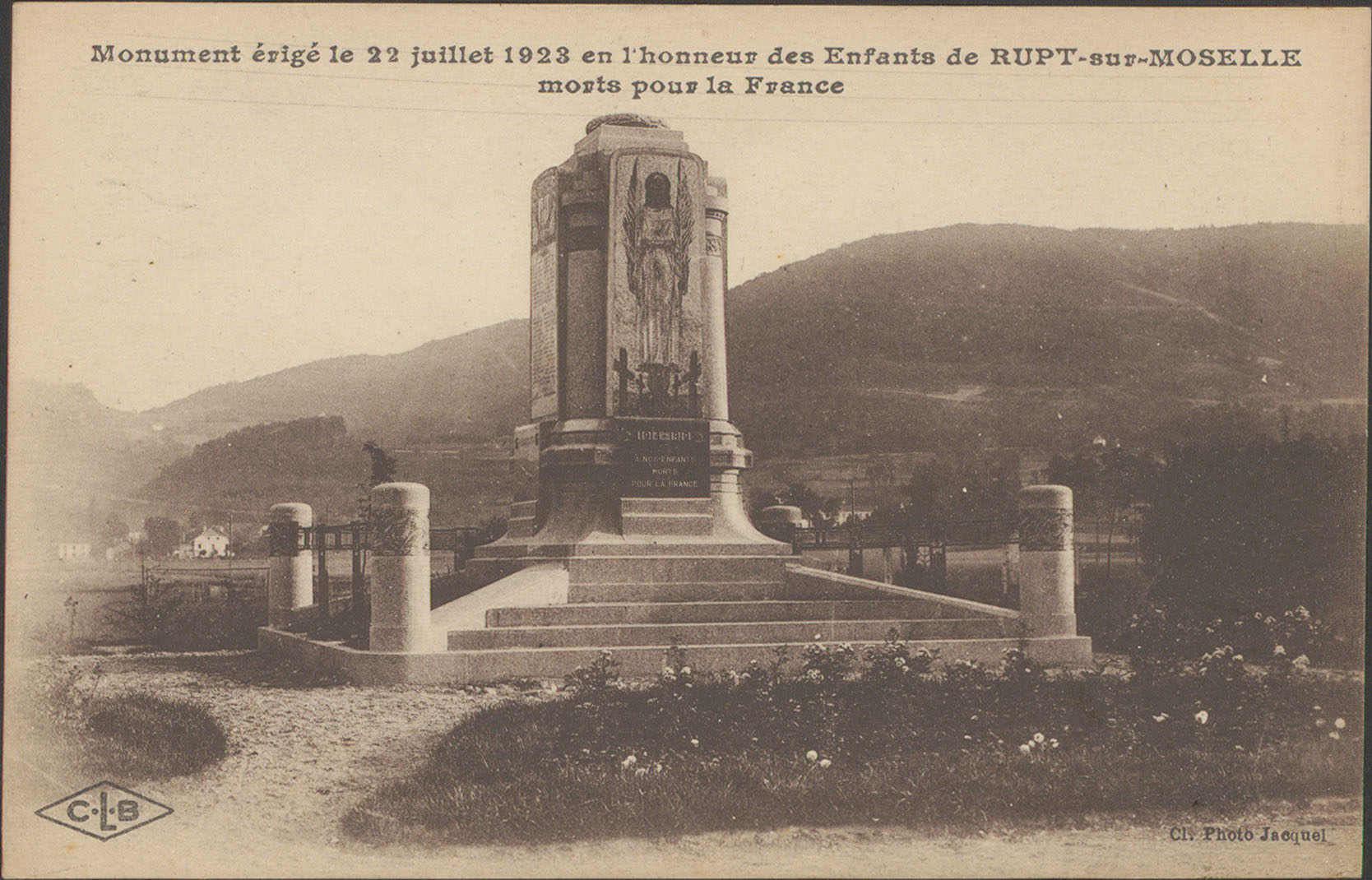
Monument aux morts.

Patrimoine religieux :
- L'église Saint-Étienne[51],[52], et son orgue de 1877[53],[54].

L'église de Rupt-sur-Moselle possède une statue en pierre représentant une abbesse portant la crosse et le livre,.
- La chapelle Saint-Étienne[57].
- La chapelle[58] et la croix Saint-Roch[59].
- Les nombreuses croix sur la commune et la croix de Parier (grande croix blanche dominant la ville à 610 m d'altitude)[60].
- Monuments commémoratifs[61].

Autres patrimoines :
- La scierie hydraulique à cadre de Grandrupt[62].

## Jumelages
- Stadecken-Elsheim (Allemagne) depuis 1980.

## Pour approfondir